# Mănăstirea Fossanova
Mănăstirea Fossanova este un monument istoric din Italia, un exemplu pentru arhitectura cisterciană din secolele XII-XIII.